# Трилогия Основания (радиоспектакль)

Логотип радиоспектакля

Трилогия Основания (англ. The Foundation Trilogy) — радиоспектакль из 8 эпизодов, выпущенный в 1973 году BBC. Является адаптацией одноимённого цикла фантаста Айзека Азимова

## Создание и релиз
Адаптацией сюжета для BBC Radiophonic Workshop занимались британский актёр Патрик Талл (1-4 эпизоды) и Майк Стотт (5-8) . Режиссёром выступил композитор Дэвид Кейн.
Премьерный проказ прошёл с 6 мая по 24 июня 1973 года, позже радиопостановку повторяли в 1977 и 2002 годах.

## Эпизоды

### 1: Психоистория и энциклопедия
Показано знакомство в столице Галактической империи Транторе Гэри Селдона и Гааля Дорника, организованный властями суд и изгнание сторонников психоистории на Терминус. Через пятьдесят лет начинает первый селдоновский кризис, заключённый в притязаниях четырёх королевств Периферии на планету, с которым справляется первый мэр Сальвор Гардин.

### 2: Мэры
Через двадцать лет мэр Гардин вынужден бороться с желающим захватить Основание правителем сильнейшего королевства Анакреон.

### 3: Короли торговли
Через 150 лет с момента создания, Основание, ставшее могучей торговой державой, сталкивается с самой опасной угрозой за свою историю.

### 4: Генерал
Через двести лет с момента своего возникновения, Основание сражается с последним могущественным генералом умирающей Галактической империи Бел Риозом.

### 5: Мул
Через сто лет у Основания появляется новый противник, известный как Мул.

### 6: Бегство от Мула
Основание проигрывает войну с Мулом, и несколько учёных во главе с решают найти и предупредить об этой угрозе Второе Основание.

### 7: Поиски ведёт Мул
Мул пытается найти и уничтожить Второе Основание.

### 8: Конец звёзд
Шестьдесят лет спустя девушка Аркадия, проживающая в центре владений Основания, возобновляет поиск Второго Основания.

## Роли озвучивали
| - Джеффри Биверс — Гааль Дорник - Дуглас Блэкуэлл — Онум Барр, губернатор (Россем) - Робин Браун — Джейм Твер, Орум Пэлли - Дэвид Валла — чтец Галактической Энциклопедии - Франсис Де Вольф — принц-регент Винис - Габриел Вулф — Пеллеас Антор - Джулиан Гловер — Хобер Мэллоу - Найджел Грэхем — Франссарт - Дэвид Гудерсон — техник - Морис Денем — Эблинг Мис - Джон Джастин — Хан Притчер - Хейден Джонс — первый торговец - Уильям Иидл — Гэри Сэлдон - Херон Карвик — адвокат - Фрейзер Керр — командор Аспер Арго, Меирус - Майкл Килгаррифф — Тео Аппарат, лейтенант Врэнк, Тубор - Динсдейл Ланден — Бел Риоз - Рольф Лефевр — Энсельм Родрик, Дагоберт IX - Гейл МакФарлейн — Лиция - Дэвид Марч — Хомир Мунн | - Ли Монтегю — Сальвор Гардин - Вулф Моррис — Магнифико/Мул - Екатериан Парр — мисс Палвер - Анджела Плезенс — Байта Дарелл - Питер Пратт — лорд Штеттин - Джон Роу — Джорд Фара, Ученик - Рой Спенсер — Льюис Пирени - Льюис Стрингер — Ранду - Гари Уотсон — Торан Дарелл - Питер Уильямс — Анкор Джаэль - Уильям Фокс — Поли Верисоф, Клеон II - Трэйдер Фолкнер — Беиль Чаннис - Сара Фрэмптон — Аркадия Дарелл - Мартин Фрэнд — Аммель Бродриг - Брайан Хайнс — Томас Саат, шеф-инженер Гекслани - Майкл Н. Харбор — Латан Диверс - Питер Хауэлл — Дьюсем Барр - Рональд Хердман — Сеннет Форелл, старейшина (Россем), лорд Дорвин - Карлтон Хобс — доктор Торан Дарелл II - Джон Холлис — Йохан Ли - Найджел Энтони — принц Дагоберт |

## Отличия от книги
- Датой конфликта Анакреона и Основания указан 70 году с момента её основания, в романе — в 80.
- Из первой части Основания был удалён сюжетный сегмент «Торговцы».
- Общая временная шкала была подвергнута редактированию.
- Добавлен большой юмористический раздел о сельском хозяйстве планеты Россем.